# Parafia Świętych Apostołów Piotra i Pawła w Psarach
Parafia Świętych Apostołów Piotra i Pawła w Psarach – parafia rzymskokatolicka, znajdująca się w diecezji kieleckiej, w dekanacie koniecpolskim.